# 孿斑黛眼蝶台灣亞種
孿斑黛眼蝶台灣亞種（Lethe gemina zaitha），又名阿里山褐蔭蝶、阿里山茶色日蔭蝶、黃褐雙眼蝶，是孿斑黛眼蝶下的一亞種，為台灣特有亞種。

## 物種描述
本種雌雄斑紋相似。前翅背面在M1室內有一黑色小圓斑，腹面在M1室內有一小眼紋。後翅背面在Rs、M1、M3、CuA1室內有小黑斑，腹面在Rs及CuA1室內有外型相似的眼紋，而在CuA2室內有小眼紋。前後翅腹面中央有一條紅褐色波浪線紋貫穿。
成蝶飛翔頗為靈活、敏捷。雌蝶產卵時將卵粒沿寄主植物葉背中肋排成一列產下，幼蟲有群聚性。幼蟲取食禾本科玉山箭竹，及芒草葉片。幼蟲於冬季不休眠，會繼續進食，因此幼蟲齡期會到7~9齡不等。

## 分類學
本種屬於鱗翅目蛺蝶科，為孿斑黛眼蝶下的一個亞種。

## 分布與棲地
本亞種僅分布於台灣，而孿斑黛眼蝶則呈現「臺灣—喜馬拉雅山區」間斷分布。分布於四川、浙江、福建、臺灣、廣西、印度及越南。本種在台灣主要棲息於中海拔之常綠闊葉林、箭竹林。可能一年一代。成蝶於森林林緣、箭竹林活動。

## 發現歷史
本亞種最早發現於阿里山附近。

## 命名語源
後翅腹面有兩個外型相似的眼紋而稱之為「孿斑」，由於最早在阿里山發現，故部分俗名有包含阿里山，其翅膀黃褐色而有黃褐雙眼蝶的俗稱。